# NGC 5347
NGC 5347 is een balkspiraalstelsel in het sterrenbeeld Jachthonden. Het hemelobject werd op 2 mei 1785 ontdekt door de Duits-Britse astronoom William Herschel.

## Synoniemen
- UGC 8805
- MCG 6-31-7
- ZWG 191.7
- KUG 1351+337A
- IRAS 13510+3344
- PGC 49342